# Euchone limnicola
Euchone limnicola är en ringmaskart som beskrevs av Reish 1959. Euchone limnicola ingår i släktet Euchone och familjen Sabellidae.
Artens utbredningsområde är havet kring Nya Zeeland. Inga underarter finns listade i Catalogue of Life.